# سحب الثقة

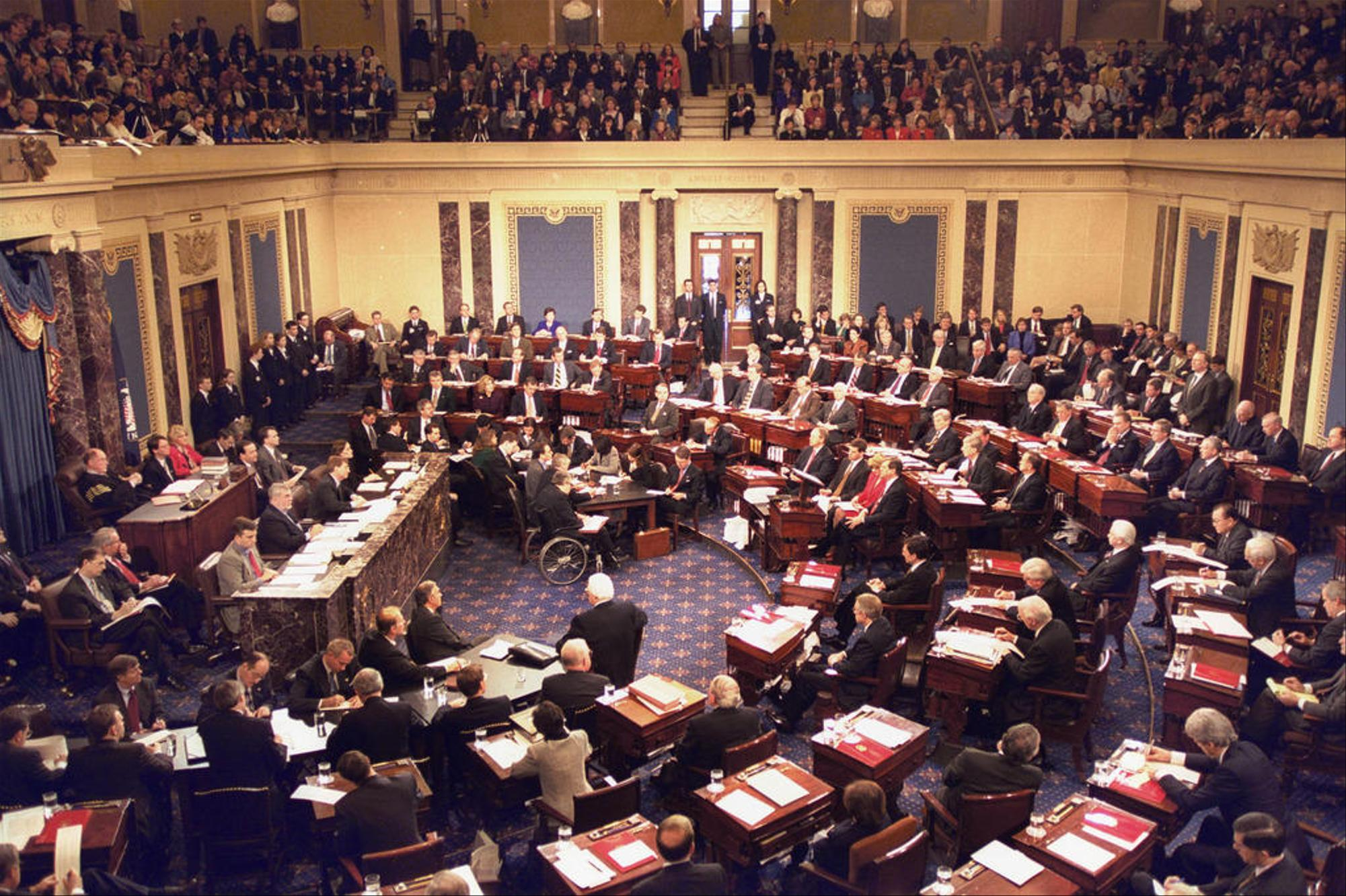

سحب الثـقـة هي الاسم المعطى للآلية التي يمكن فيها للناخبيـن أو من يقوم مقامهم (أعضاء البرلمان) انهاء فترة إشـغال المسؤول المنتخب لمنصبه قبل الانتخابات القادمة، وذلك عند تورط المسؤول المراد سحب الثقة منه في أعمال غير مشروعة أو استغلال سلطته بشكل غير مشروع سواءً كان ذلك بشكل مباشر أو غير مباشر.